# شاگلیتنیز
شاگلیتنیز (به قزاقی: Shaglyteniz) یک دریاچه در قزاقستان است که در دشت ایشیم واقع شده‌است.